# Oglindă alară

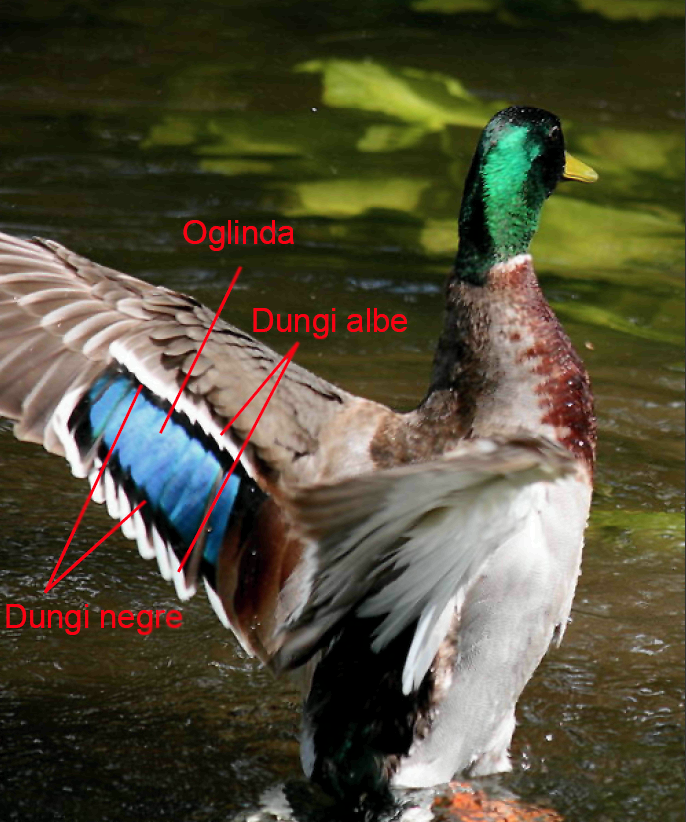
Raţa mare (Anas platyrhynchos) are o oglinda albastru-violetă lucioasă, mărginită sus și jos de dungi negre și albe.

Oglinda alară sau oglinda aripii (Speculum) este o pată caracteristică de culoare vie cu reflexe metalice irizate pe partea superioară a aripii, mai ales la rațele de suprafață (Anatinae), formată de remigele secundare, care are o culoare diferită de restul penajului și este identică sau aproape identică la cele două sexe. Culoarea acestei oglinzi (adesea mărginită cu dungi întunecate sau luminoase) variază de la o specie la alta și folosește la determinarea speciilor. Ea joacă un rol în comunicațiile între păsările din aceași specie sau din specii diferite.
Rața mare (Anas platyrhynchos) are o oglinda mare, vânăt-violetă lucioasă, mărginită sus și jos de o dungă neagră, iar lângă aceasta se află una albă de-a curmezișul. La rață pestriță (Anas strepera) oglinda în mijloc este albă, în față și sus tivită cu negru. Masculul raței lingurar (Anas clypeata) are o oglinda verde, încadrată anterior și posterior cu alb; iar la femelă este mai puțin vie, sur-verzuie. La masculul raței cârâitoare (Anas querquedula) oglinda este sur-verzuie, tivită cu alb, la femelă oglinda este verde suriu palid. Oglinda masculului raței mici (Anas crecca) este verde metalic, sclipitoare, anterior de un negru catifelat, în partea de jos îngust albă, deasupra lat albă și încadrată cu ruginiu, iar femela are o oglindă mai mare, mai vie.